# Gästis, Leksand

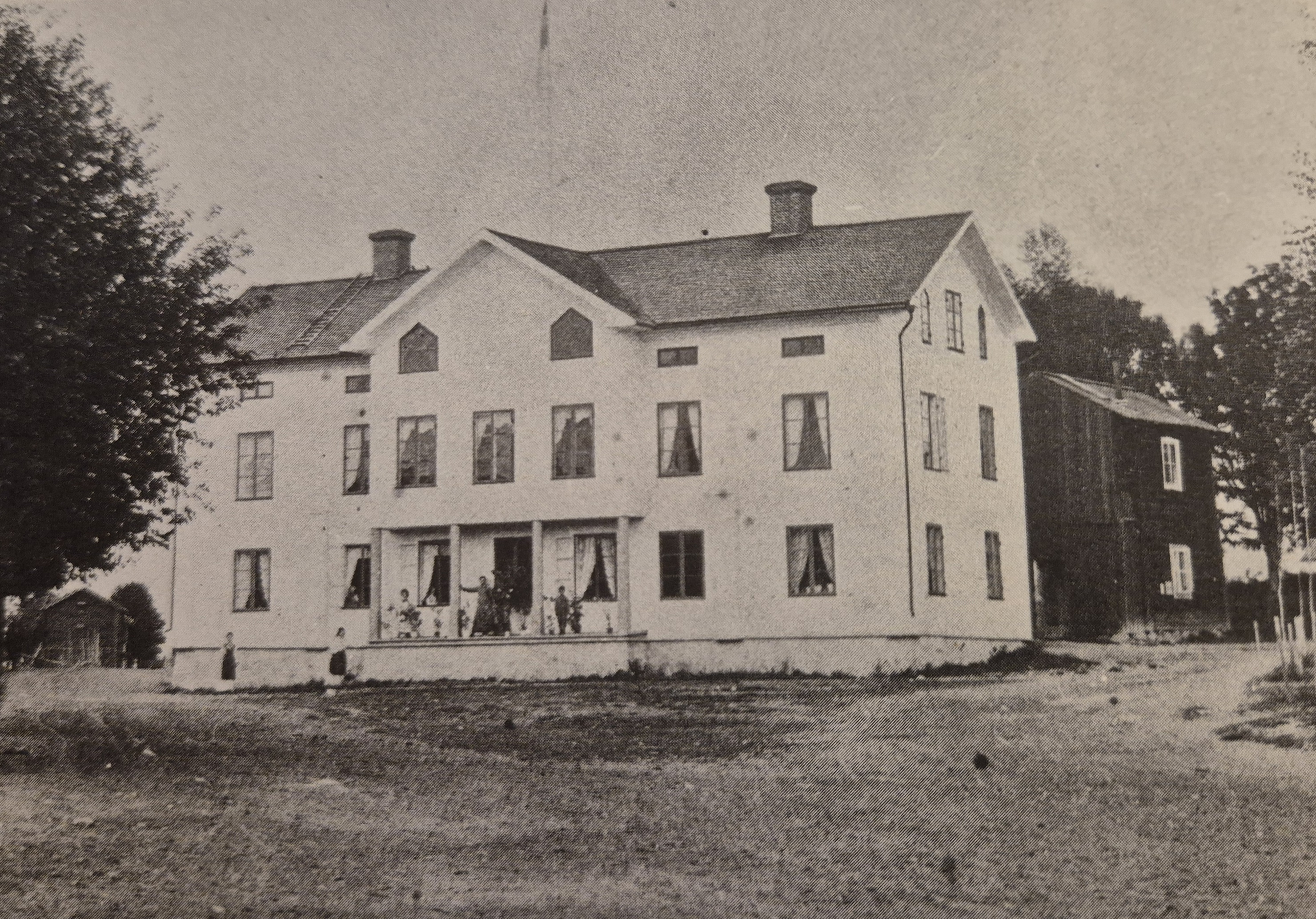
Gratis huvudbyggnad avbildad någon gång under 1870- eller 1880-talet, innan glasverandan byggdes till. Till höger skymtar det senare rivna postkammarhuset.

Gästis är Leksands gamla gästgiveri, en byggnad belägen i Leksands-Noret.
Exakt när gästgiveriet uppfördes är inte känt. Det sägs 1763 omfatta en sal, tre kammare, ett kök och en förstuga, och sägs vidare vara uppfört för omkring 60 år sedan, vilket torde betyda att byggnaden uppfördes omkring 1700. 1747 genomförde gästgivare Hans Ersson Bjurberg en ombyggnad, men det förefaller inte ha inneburit några ändringar av rumsindelningen. Av syningsdokument från 1804 framgår att den då ännu hade samma rumsstruktur. Av en karta från 1825 framgår att gästgivargården då var en kringbyggd gård. Bengt Nordenberg utförde 1852 en gouache av gästgivargården, av allt att döma utförd från själva gästgivarbyggningen in mot gårdsplanen.
En huvudsakligen obruten svit av skjutsdagböcker från gästgivargården finns bevarad från 1785 till 1878. Det gör att många av de kända gästerna går att följa. En av dem var H.C. Andersen som besökte gästgiveriet 1849; han lät klippa ett siluettklipp av ett orientaliskt slott till en liten flicka, varpå han fick besök av gästgiverskan som bad honom klippa mönster till pepparkaksformar åt henne. Wilhelm Marstrand gästade här 1851 och Maximilian Axelson 1853 på en resa som resulterade i reseskildringen Säthersdalen och Siljan : vandringar. Gustaf Wilhelm Palm gästade här sommaren och hösten 1853. 1860 gästade Horace Marryat och Edvard Bergh. 
1869–1870 genomgick huvudbyggnaden en omfattande utbyggnad, där den försågs med tre våningar och reveterades. En stor glasveranda tillkom i slutet av 1800-talet. Vid samma tid blev gästgiveriet ett populärt pensionat, senare känt som Hotell Leksand under en fröken Carlssons ledning. Gustaf Ankarcrona bodde här tills han fick sin gård på Holen färdig. Under blomstringstiden var de kända besökarna många. Paradplatsen som tidigare fungerat som mönstringsplats för de indelta soldaterna köptes in och en kägelbana anlades där. Flera annexbyggnader uppfördes runt om, bland annat övertogs Allévillan som annex till Gästis kort efter sitt uppförande. Hotellverksamheten upphörde 1940. 
1977–1978 renoverades Gästis och fungerade därefter en tid som skolmatsal och daghem. Den används numera av Leksands gymnasium.